# الاتحاد الديمقراطي الكيني الإفريقي - أسيلي
الاتحاد الديمقراطي الكيني الأفريقي - أسيلي هو حزب سياسي في كينيا.

## التاريخ
تأسس الحزب عام 2006،  رشح 19 مرشحًا للجمعية الوطنية للانتخابات العامة لعام 2007، وحصل على 0.7٪ من الأصوات وفاز بمقعد واحد.  لفرنسيس باياه في جنز.
في انتخابات 2013، رشح الحزب 15 مرشحًا ؛ وشهد انخفاضًا في حصته من الأصوات إلى 0.16٪ ، لكنه فاز مرة أخرى بمقعد واحد؛  موينجا جونجا تشيا في كالوليني. 